# Deutsche Schlager-Festspiele 1964
Die vierten Deutschen Schlager-Festspiele fanden am 13. Juni 1964 im Kurhaus in Baden-Baden statt. Nach dem guten Erfolg der Vorjahre hatte der Verein Deutsche Schlager-Festspiele e. V. bereits im Herbst 1963 Texter und Komponisten aufgerufen, Songs für die Veranstaltung einzureichen.
Bis Januar 1964 gingen über 300 Titel ein, aus denen eine 12-köpfige Jury 18 Titel auswählte, die sich am 9. Mai 1964 bei einer Fernseh-Vorentscheidung des SFB dem Publikum stellten. Mitglied der Jury war unter anderem der auch international bekannte Komponist Franz Grothe.
Durch eine repräsentativ ausgewählte Anzahl von Besuchern aus dem Saal und aus einer von Infratest durchgeführten Hörerbefragung wurden die 12 Teilnehmer der Endausscheidung ermittelt, die sich am 13. Juni in Baden-Baden dem Publikum stellten. Die Endausscheidung wurde von Ursula von Manescul und Heidi Abel moderiert. Der Sieger wurde durch 3 Gruppen ermittelt. Diese waren die 10 Rundfunkanstalten, Infratest und 200 ausgewählte Personen aus dem Saal (es gaben aber nur 179 ihre Stimme ab).
Die Veranstaltung rief erneut ein positives Echo hervor. Einige der Titel waren auch in den Hitparaden wiederzufinden und sind teilweise heute zu Evergreens geworden. Allen voran der Siegertitel, mit dem Siw Malmkvist ihren Durchbruch auf dem deutschen Schlagermarkt erreichte. Die Single wurde auch international bekannt und von mehreren Interpreten auf Schallplatte veröffentlicht. Der Drittplatzierte Jetzt dreht die Welt sich nur um dich wurde auch Titel eines Schlagerfilms, bei dem neben den beiden Interpreten des Liedes unter anderem Gustav Knuth, Ruth Stephan und Gunther Philipp mitwirkten.

## Die Teilnehmer 1964
| Platz | Titel                                 | Interpret           |
| ----- | ------------------------------------- | ------------------- |
| 01.   | Liebeskummer lohnt sich nicht         | Siw Malmkvist       |
| 02.   | Wo ist das Glück vom vergangenen Jahr | Nana Mouskouri      |
| 03.   | Jetzt dreht die Welt sich nur um dich | Gitte und Rex Gildo |
| 04.   | Schönes Mädchen                       | Esther & Abi Ofarim |
| 05.   | Junger Mann mit roten Rosen           | Dorthe              |
| 06.   | Eine Reise in die Vergangenheit       | Margot Eskens       |
| 07.   | Fühl dich bei mir wie zu Hause        | Lys Assia           |
| 08.   | Jeder Weg, den ich gehe               | Vittorio            |
| 09.   | Du weißt ja so wenig von mir          | Nicki und Hero      |
| 10.   | Als wäre nichts geschehen             | Maria Duval         |
| 11.   | Angelino – bis morgen                 | Annamarie           |
| 12.   | Es muss die Liebe sein                | Violetta Ferrari    |

Nicht in die Endrunde qualifizieren konnten sich folgende 6 Titel:
- Da hilft kein Rosenstrauß, Liane Augustin
- Allerhöchstens 'ne Million, Der flotte Franz und seine Bierbrummer
- Bist du mal traurig, dann weine nicht, Peter Fritsch
- So einfach ist die Liebe nicht, Trude Herr
- Führerschein der Liebe, Paul Kuhn
- Liebe kommt niemals zu spät, Mariona